# The Search for Santa Paws
The Search for Santa Paws (Nederlands: Op zoek naar de Kerstman) is een Amerikaans-Canadese kerstfilm uit 2010 van regisseur Robert Vince, de film is een spin-off op de Air Bud-films reeks en kreeg in 2012 een vervolg getiteld Santa Paws 2: The Santa Pups.

## Verhaal
Wanneer de kerstman en zijn hondje Paws in New York aankomen, wordt er een magisch kristal van hem gestolen. De kerstman en Paws raken elkaar kwijt. Zonder dit kristal verliest de kerstman zijn geheugen en gaat de verdwaalde Paws op zoek naar de kerstman.
Ondertussen wordt een wees genaamd Quinn toegewezen aan een weeshuis waarvan de directeur, mevrouw Stout, niet van Kerstmis houdt en het vieren ervan verbiedt. Ondanks de strikte regels van het weeshuis sluit Quinn vriendschap met een meisje genaamd Will. Op een dag vindt Quinn Paws en brengt hem tegen alle regels in naar het weeshuis. Ze kan hem verstaan en Quinn stelt de puppy voor aan de meisjes van het weeshuis en iedereen kan hem verstaan, behalve Will. Paws legt dit uit door te zeggen dat alleen mensen die in Kerstmis geloven hem kunnen verstaan. Paws vertelt hen dat hij verdwaald is en de kerstman moet vinden. Met de hulp van Quinn en Will slagen ze erin de kerstman te vinden.

## Rolverdeling
| Acteur               | Nederlandse stem     | Personage          |
| -------------------- | -------------------- | ------------------ |
| Richard Riehle       | Anton Cogen          | Kerstman           |
| Madison Pettis       | Tara Hetharia        | Will               |
| Kaitlyn Maher        | Elaine Hakkaart      | Quinn              |
| John Ducey           | Finn Poncin          | James Hucklebuckle |
| Bonnie Somerville    | Alma Nieto           | Kate Hucklebuckle  |
| Wendi McLendon-Covey | Hilde de Mildt       | Mevr. Stout        |
| Chris Coppola        | Thijs van Aken       | Gus                |
| Danny Woodburn       | David Verbeeck       | Eli                |
| Zachary Gordon       | Oscar Lahousse       | Paws               |
| Bill Cobbs           | Ruurt de Maesschalck | Mr. Stewart        |